# Alto de la Cruz
Alto de la Cruz es un pueblo peruano ubicado en el distrito de La Arena, perteneciente a la provincia y departamento de Piura, al norte del Perú. 

## Ubicación
Alto de la Cruz se ubica al oeste de la provincia de Piura, en el distrito de La Arena, en el departamento de Piura.

## Demografía
En 2017 Alto de la Cruz tenía una población de 1086 habitantes.
| Gráfica de evolución demográfica de Alto de la Cruz entre 1993 y 2017 |
|                                                                       |
| Fuentes: Población 1993 y 2017                                        |